# Illice metoxia
Illice metoxia là một loài bướm đêm thuộc phân họ Arctiinae, họ Erebidae.